# Municipio de Chikaskia (condado de Kingman)
El municipio de Chikaskia (en inglés: Chikaskia Township) es un municipio ubicado en el condado de Kingman en el estado estadounidense de Kansas. En el año 2010 tenía una población de 127 habitantes y una densidad poblacional de 1,35 personas por km².

## Geografía
El municipio de Chikaskia se encuentra ubicado en las coordenadas 37°24′57″N 98°11′7″O / 37.41583, -98.18528. Según la Oficina del Censo de los Estados Unidos, el municipio tiene una superficie total de 93.86 km², de la cual 93,85 km² corresponden a tierra firme y (0,01 %) 0,01 km² es agua.

## Demografía
Según el censo de 2010, había 127 personas residiendo en el municipio de Chikaskia. La densidad de población era de 1,35 hab./km². De los 127 habitantes, el municipio de Chikaskia estaba compuesto por el 97,64 % blancos, el 2,36 % eran amerindios. Del total de la población el 7,87 % eran hispanos o latinos de cualquier raza.